# Донской, Дмитрий Дмитриевич
Дмитрий Дмитриевич Донской (8 мая 1881, Варшава — 24 сентября 1936, Парабель, Западно-Сибирский край) — врач, член ЦК партии социалистов-революционеров (1917—1919), член Учредительного собрания от Кавказского фронта.

## Биография
Дмитрий Дмитриевич Донской родился 8 мая 1881 года в Варшаве в семье врача Дмитрия Николаевича Донского и Софьи Алексеевны (урожд. Тимофеевой, 1861—1924). В том же году семья переехала в Хмельник Винницкого уезда Подольской губернии. С 1899 года учился на медицинском факультете Киевского университета, откуда был отчислен в 1901 году вследствие участия в студенческих волнениях, в течение полугода служил в армии. После восстановления в университете повторно отчислен из-за участия в митинге.
С 1905 года активно участвовал в революционных действиях, в партии социалистов-революционеров (эсеров). Учился в Венском университете. В 1907 году проживал нелегально в Петербурге; осенью был арестован и выслан в Берёзов, но, не доехав до него, сбежал и через некоторое время выехал в Мюнхен.
С 1908 года учился в Мюнхенском университете, который окончил в 1911 году. Работал врачом в Мюнхене, затем — в Вене. Вернулся в Россию в 1914 году, отбывал ссылку в селе Чёрное в 100 верстах от Тобольска.
В конце 1916 года был мобилизован в армию, отправлен на Кавказский фронт, Февральская революция вернула его в политический строй. В начале революции 1917 года зам. председателя Совета солдатских и рабочих депутатов Кавказской армии, председатель президиума краевого Совета депутатов Кавказской армии и комиссар фронта, министр по военным и морским делам Закавказского комиссариата. Был избран членом Учредительного собрания от Кавказского фронта. На IV съезде ПСР (27 ноября — 5 декабря 1917) был включён в состав ЦК партии, возглавил Военную комиссию при ЦК партии, созданную для вооруженного сопротивления большевикам, и практически стал вторым по влиянию лицом в партии. В мае 1918 года в составе группы из 4 членов ЦК партии был направлен в Саратов с полномочиями руководителя Военной комиссии и «главного организатора» антибольшевистской работы в Поволжье.
В 1919 году был арестован за участие в антибольшевистском подполье, но был освобожден. Следующий арест — 20 апреля 1921 года. По процессу партии эсеров 7 августа 1922 года был приговорён к расстрелу, заменённому лишением свободы на 5 лет. С 1924 года отбывал ссылку в Нарымском крае. Срок ссылки неоднократно продлевался отдельными постановлениями коллегии ОГПУ.
В ссылке работал врачом в селе Парабель, где добился открытия больницы на 30 коек. Неоднократно встречался с профессором А. Г. Савиных во время его поездок по Нарымскому краю в составе хирургического отряда.
Проживал в с. Парабель по адресу ул. Советская, 4, где 24 сентября 1936 года покончил с жизнью, введя себе морфий.

### Семья
- Первая жена (с 1908[24]) — Надежда Михайловна Донская (урожд. Филипченко; 12 (24) сентября 1885, Москва — 1974[25]), дочь Михаила Ефимовича Филипченко (1849—1908), агронома, дяди известного генетика[26] и Людмилы Фёдоровны (урожд. Кистяковской, 1863—1934), математика, двоюродной сестры академика АН СССР В. А. Кистяковского и писателя Андрея Белого[27].
  - Сын — Дмитрий (28.11.1910, Мюнхен[28] — 5.06.2007, Москва[29]), выпускник 1-го ЛМИ (1932), профессор[30], альпинист[31]; его дети: Татьяна (в замужестве Большакова; р. 25.6.1932) — доктор медицинских наук; и  Алексей (р. 23.5.1949) — инженер-электронщик[32].
  - Дочь — Татьяна (1912—1913)[33].
- Вторая жена — Таисия Ериферьевна Иванова (? — ноябрь 1936), медсестра, покончила с собой так же, как и её муж, через 40 дней после его гибели[34].

## Память
- 29 октября 2004 во дворе районной больницы в Парабели был установлен памятный знак основателям здравоохранения Нарымского края, на котором высечена надпись: «Дмитрий Дмитриевич Донской с. Парабель (1924—1936 годы работы)»[35].
- 25 июня 2015 года на доме, где жил в ссылке Д. Д. Донской, установлена информационно-мемориальная доска[21].

## Комментарии
1. ↑  Местом рождения указывается также Москва[5].
2. ↑  Отец Софьи Алексеевны, то есть дед Д. Д. Донского, вероятно, — Алексей Алексеевич Тимофеев[6] (1827—1889) — генерал-лейтенант, участвовавший в подавлении восстания в Польше.
3. ↑  В источниках[4][8] встречается указание Подольской губернии в качестве места рождения.
4. ↑  Дата смерти 24 сентября 1936 года указана в свидетельстве о смерти[22]. В источниках встречаются указания датой смерти 22.09.1936 или 1938[4].